# Hermann Friedmann

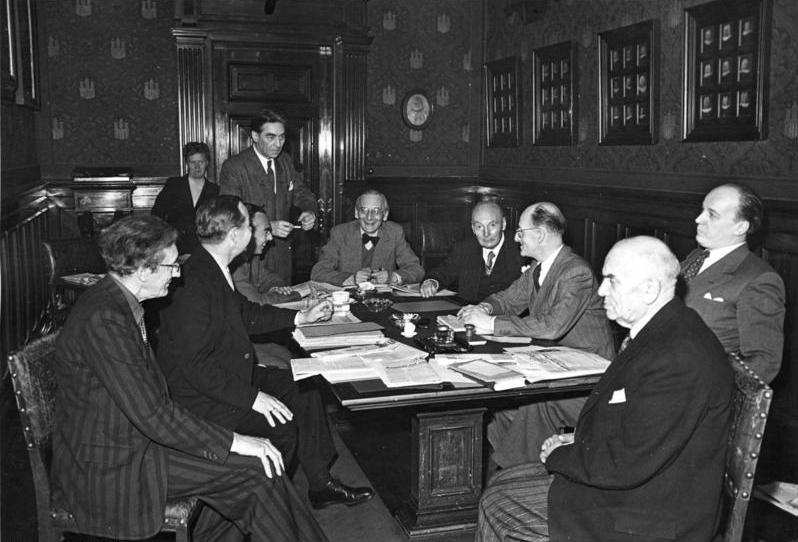
Ett möte av PEN-klubben i Hamburg 1949 med Friedmann som andra till höger.

Adolph Hermann Friedmann, född 11 april 1873 i Białystok, död 25 maj 1957 i Heidelberg, var en balttysk filosof och jurist.
Hermann Friedmann gick i guvernementsgymnasiet i Riga under åren 1883-1890. Därefter studerade han juridik åren 1891-1906 i Dorpat, Heidelberg, Basel, Jena och Berlin. Han studerade även vid polyteket i Riga. Han promoverades 1897 till juris doktor i Heidelberg. 
Friedmann flyttade 1906 med sin familj till Helsingfors. Han verkade bland annat som rådgivare till generalguvernören. I maj 1918 ombads han att bli medlem i kommissionen som skulle lösa problemen med till Tyskland förlorade skepp och deras last. Trots ett visst motstånd bland finska intressenter utsågs Friedmann till medlem i kommissionen och därmed inledde han en karriär som internationellt känd expert på sjö- och sjöfartsrätt. Han bistod också Finland i en komplicerad process om finska fartyg som hade tagits i beslag av England. Han hade en advokat- och indrivningsbyrå i Helsingfors under åren 1923-1942. 

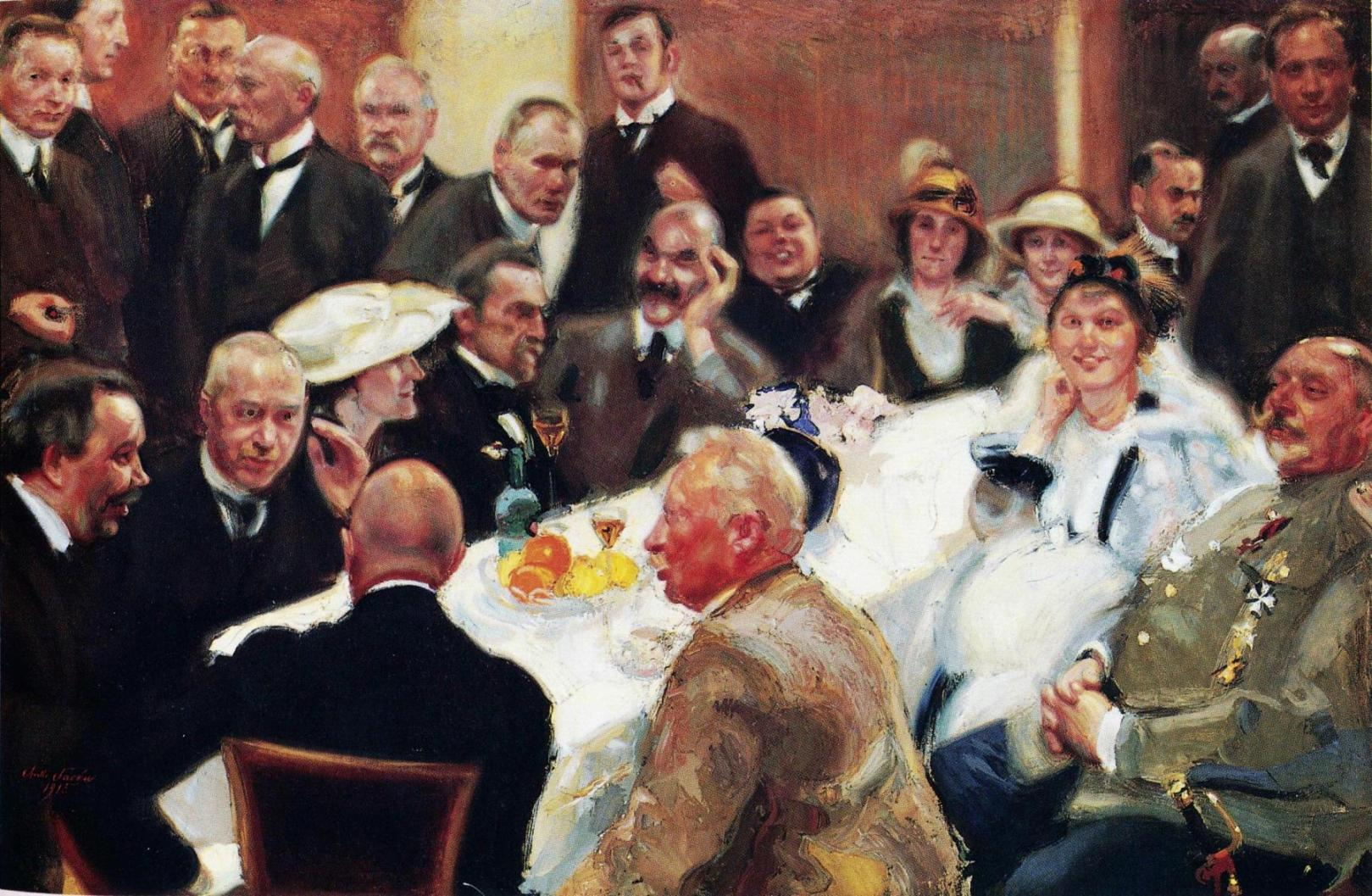
På Antti Favéns målning från Akseli Gallen-Kallelas 50 årsdag är Hermann Friedmann en av gästerna

I Die Welt der Formen (1926, andra upplagan 1930) utvecklade Friedmann en "morfologisk realism" och gjorde gällande, att vår mänskliga uppfattning bestäms av antingen känselsinnet (haptik) eller av synsinnet (optik), liksom att optikens språk är det rikare och smidigare. Spänningen mellan natur- och kulturvetenskaper vållas främst av, att de förra övervägande begagnar känselsinnets, haptikens termer, varför Friedmann också menade, att dessa i den vetenskapliga enhetens intresse skulle översättas till optikens språk. År 1931 publicerade Friedmann studien Begriffe und Symbole (Begrepp och symboler) och 1949 Wissenschaft und Symbole (Vetenskap och symboler). I Finland publicerade han 1912-1913 tre artiklar som anslöt sig till relativitetsteorin, som visar att han behärskade matematisk fysik. Redan år 1906 publicerade han en diktsamling Der erste Tag (Den första dagen) och 1957, året han dog, samlingen Die Tragödie Gottes (Guds tragedi). Tillsammans med Otto Mann gav han ut Deutsche Literatur im 20. Jahrhundert (Tysk litteratur på 1900-talet) 1-2 (5 uppl., Francke 1967, Bern). Friedmann var mycket uppskattad som filosof i Västeuropa och föreläste vid tyska och österrikiska universitet liksom i Helsingfors. Friedmann besökte Sverige som föreläsare 1930. Han var verkställande direktör för Oy Nikolajeff Ab, ett bilförsäljningsföretag. Han fick professors titel 1931.
Från år 1939 bodde Friedmann i London och då affärerna i Helsingfors inte på grund av kriget kunde skötas anhöll hans hustru om att advokatbyrån försattes i konkurs. Hustrun anhöll samtidigt om boskillnad. Friedmann flyttade 1949 till Heidelberg där han innehade en hederstjänst som filosofie professor till sin död. Han publicerade 1950 sina memoarer Sinnvolle Odyssee (En meningsfull odyssé). Han tilldelades det stora förtjänstkorset av Förbundsrepubliken Tysklands förtjänstorden. 
Friedmann gifte sig 1898 med Clara Hinrichsen (1875-1956) från Riga och de fick tre döttrar. Friedmann gifte sig andra gången 1956 med den ukrainsk-estniska violinisten Cecilia Hansen.